# Noville-Halbinsel
Die Noville-Halbinsel ist eine 48 km lange, vereiste und hoch aufragende Halbinsel an der Nordküste der Thurston-Insel vor der Eights-Küste des westantarktischen Ellsworthlands. Sie liegt zwischen dem Peale Inlet und dem Murphy Inlet.
Ihre Position wurde anhand von Luftaufnahmen der United States Navy vom Dezember 1946 während der Operation Highjump (1946–1947) bestimmt. Das Advisory Committee on Antarctic Names benannte sie 1952 nach George Otto Noville (1890–1963), dem Geschäftsführer der zweiten Antarktisexpedition (1933–1935) des US-amerikanischen Polarforschers Richard Evelyn Byrd.
Die Halbinsel war am 30. Dezember 1946 Schauplatz des Absturzes einer Martin PBM Mariner der Operation Highjump. Drei Mitglieder der neunköpfigen Besatzung kamen dabei ums Leben. Die übrigen sechs wurden am 12. Januar 1947 gerettet.